# Comuna 2 Santa Cruz
La Comuna 2 Santa Cruz es una de las 16 comunas de la ciudad de Medellín. Está localizada en la zona 1 nororiental de la ciudad. Su extensión total es de 2,1952 km² (219,5 ha). Se considera que esta área es la más densamente poblada de la ciudad, con una densidad de 502 personas por hectárea. La población total a 2015 era de 110 202 habitantes, de los cuales el 52.93 % eran mujeres y el 47.06 % eran hombres, lo que representaba el 4.58 % de la población total de la ciudad. Limita al norte con el municipio de Bello, a través de la quebrada Negra o Seca; al oeste, el río Medellín define los límites con los barrios Toscana, Héctor Abad Gómez y Belálcazar de la comuna 5 Castilla; al sur, se encuentra la comuna 4 Aranjuez, específicamente con los barrios Palermo, San Isidro y Berlín, donde la quebrada La Rosa establece un límite natural; y al occidente, limita con la comuna 1 Popular en los barrios Villa Guadalupe, Moscú n.º 2, Granizal y Popular.
Según la organización políticoadministrativa, esta comuna está constituida por 11 barrios y es administrada por 13 Juntas de Acción Comunal. La estructura de la comuna se divide en tres franjas, resultado de los procesos de construcción de identidad cultural y social del territorio, así como de las dinámicas organizativas que se desarrollan en ella.
La historia de la consolidación poblacional en la comuna 2 Santa Cruz se inicia en la década de 1960, cuando la Fundación Casitas de la Providencia llevó a cabo la reubicación de personas que, en su intento de escapar del conflicto bipartidista o de las difíciles condiciones de pobreza en el campo, establecieron sus hogares en zonas como La Bayadera, el Ferrocarril de Antioquia, Los Libertadores y la quebrada La Iguaná, entre otros. Hoy en día, estos lugares son el hogar de Centro Administrativo La Alpujarra, la plaza minorista, el SENA y diversas áreas del centro de la ciudad.

## Ubicación
La comuna 2 Santa Cruz, localizada en la zona 1 nororiental de Medellín, la cual incluye también las comunas 1 Popular, 3 Manrique y 4 Aranjuez. Con una superficie de 21,952 km² (2195,2 ha).. Se considera que esta área es la más densamente poblada de la ciudad, con una densidad de 502 personas por hectárea. La población total es de 110 202 habitantes, de los cuales el 52.93 % son mujeres y el 47.06 % son hombres, lo que representa el 4.58 % de la población total de la ciudad.
Administrativamente hablando, Santa Cruz limita al norte con el municipio de Bello, a través de la quebrada Negra o Seca; al oeste, el río Medellín define los límites con los barrios Toscana, Héctor Abad Gómez y Belálcazar de la comuna 5 Castilla; al sur, se encuentra la Comuna 4 Aranjuez, específicamente con los barrios Palermo, San Isidro y Berlín, donde la quebrada La Rosa establece un límite natural; y al occidente, limita con la Comuna 1 Popular en los barrios Villa Guadalupe, Moscú n.º 2, Granizal y Popular.
|                                                                                | Norte: Municipio de Bello                                   |                                                                                  |
| Oeste: Barrios Toscana, Héctor Abad Gómez y Belálcazar de la Comuna 5 Castilla |                                                             | Este: barrios Villa Guadalupe, Moscú n.º 2, Granizal y Popular. Comuna 1 Popular |
|                                                                                | Sur: Barrios Palermo, San Isidro y Berlín Comuna 4 Aranjuez |                                                                                  |

## Organización territorial
La comuna está constituida por 11 barrios.
|                  |                            |          |              |
| Código de barrio | Nombre                     | Franja   | Área (en m²) |
| 201              | La Isla                    | Franja 1 |              |
| 202              | El Playón de los Comuneros | Franja 1 |              |
| 203              | Pablo VI                   | Franja 1 |              |
| 204              | La Frontera                | Franja 1 |              |
| 205              | La Francia                 | Franja 2 |              |
| 206              | Andalucía                  | Franja 2 |              |
| 207              | Villa del Socorro          | Franja 2 |              |
| 208              | Villa Niza                 | Franja 2 |              |
| 209              | Moscú n.º 1                | Franja 3 |              |
| 210              | Santa Cruz                 | Franja 3 |              |
| 211              | La Rosa                    | Franja 3 |              |
| Total            |                            |          |              |

## Demografía

### Estructura de la población

#### Población por edad
| Rango de edad                                   | Total   | Hombres | Mujeres | %   |
| ----------------------------------------------- | ------- | ------- | ------- | --- |
| 0-4                                             | 8 987   | 4 595   | 4 392   | 50  |
| 5-9                                             | 8 893   | 4 546   | 4 347   | 50  |
| 10-14                                           | 8 715   | 4 444   | 4 271   | 50  |
| 15-19                                           | 9 381   | 4 776   | 4 605   | 50  |
| 20-24                                           | 9 955   | 5 041   | 4 914   | 50  |
| 25-29                                           | 9 713   | 4 763   | 4 950   | 50  |
| 30-34                                           | 8 353   | 3 831   | 4 522   | 39  |
| 35-39                                           | 7 264   | 3 279   | 3 985   | 39  |
| 40-44                                           | 6 560   | 2 912   | 3 648   | 39  |
| 45-49                                           | 7 906   | 3 526   | 4 380   | 39  |
| 50-54                                           | 7 660   | 3 344   | 4 316   | 39  |
| 55-59                                           | 5 451   | 2 319   | 3 132   | 39  |
| 60-64                                           | 4 040   | 1 726   | 2 314   | 11  |
| 65-69                                           | 2 897   | 1 243   | 1 744   | 11  |
| 70-74                                           | 1 869   | 747     | 1 122   | 11  |
| 75-79                                           | 1 440   | 531     | 909     | 11  |
| 80+                                             | 1 684   | 588     | 1 096   | 11  |
| Total                                           | 110 858 | 52 211  | 58 647  | 100 |
| Fuente: perfil sociodemográfico 2005-2015 DANE. |         |         |         |     |

| Hombres | Edad  | Mujeres |
| ------- | ----- | ------- |
| 4595    | 0-4   | 4392    |
| 4546    | 5-9   | 4347    |
| 4444    | 10-14 | 4271    |
| 4776    | 15-19 | 4605    |
| 5041    | 20-24 | 4914    |
| 4763    | 25-29 | 4950    |
| 3831    | 30-34 | 4522    |
| 3279    | 35-39 | 3985    |
| 2912    | 40-44 | 3648    |
| 3526    | 45-49 | 4380    |
| 3344    | 50-54 | 4316    |
| 2319    | 55-59 | 3132    |
| 1726    | 60-64 | 2314    |
| 1243    | 65-69 | 1744    |
| 747     | 70-74 | 1122    |
| 531     | 75-79 | 909     |
| 588     | 85+   | 1096    |

#### Población por grupo étnico
Según las cifras presentadas por el DANE del censo 2005, la composición poblacional por grupo étnico de la comuna es:
| Grupo étnico       | Porcentaje |
| ------------------ | ---------- |
| Mestizos & blancos | 87,6 %     |
| Afrocolombianos    | 12,3 %     |
| Indígenas          | 0,1 %      |

## Servicios públicos

### Salud
Los elementos de infraestructura sanitaria en la Comuna 2 - Santa Cruz son:
- Unidad Hospitalaria Santa Cruz «Víctor Cárdenas Jaramillo», en el barrio Santa Cruz.
- Centro de Salud Pablo VI, en el barrio Pablo VI.
- Centro de Salud Villa del Socorro, en el barrio de Villa del Socorro.

## Cultura
Desde la formulación del Plan de Desarrollo Local —PDL— para la Comuna 2 en 2006, la cultura ha sido considerada una de las grandes oportunidades para la gestión y el desarrollo del territorio.
La integración del Plan de Desarrollo Local —PDL— Comuna 2 con el Plan Sectorial de Cultura de la misma comuna se origina en los énfasis que se han otorgado a la propuesta cultural elaborada para la comunidad.

### Publicaciones institucionales
- Alcaldía de Medellín (Septiembre de 2015). Plan de desarrollo local comuna 2 Santa Cruz. (pdf) (1.a edición). ISBN 9789588888255. Consultado el 3 de marzo de 2025.